# إستيايا
إستييا (Ιστιαία) هي مدينة في إففويا في مقاطعة كينتريكي إلادا في اليونان.
يبلغ عدد سكانها حوالي 3937   نسمة.